# Abyssosaurus nataliae
L'abissosauro (Abyssosaurus nataliae) è un rettile marino estinto, appartenente ai plesiosauri. Visse nel Cretaceo inferiore (Hauteriviano, circa 135 milioni di anni fa) e i suoi resti fossili sono stati ritrovati in Russia. 

## Descrizione
Questo animale doveva essere di grosse dimensioni; secondo lo studio della prima descrizione (Berezin, 2011), la lunghezza totale doveva raggiungere i 7 metri. Il collo era lungo almeno la metà dell'intero animale e costituito da 51 vertebre cervicali. Il canale e l'arco neurale erano di dimensioni ridotte se rapportati al diametro del centro vertebrale. Come tutti i plesiosauri, Abyssosaurus era dotato di quattro arti trasformati in strutture simili a pagaie. La coda era corta (constante di 20 vertebre caudali). 
Il cranio era differente da quello di altri animali simili (come Cryptoclidus) per la presenza di caratteri pedomorfici nello stadio adulto. Il cranio era fortemente ipertrofico, con una parte anteriore corta rispetto a quella occipitale; le orbite erano ingrandite, mentre la mandibola era stretta. L'osso jugale era ben sviluppato, posizionato verticalmente, e circondava la maggior parte della parete posteriore dell'orbita. 

## Classificazione
Questo animale è noto per uno scheletro parziale privo di cranio, rinvenuto nella regione della Ciuvascia, ed è stato descritto per la prima volta nel 2011. Lo studio indica che Abyssosaurus doveva appartenere alla famiglia degli aristonectidi (Aristonectidae), un gruppo di plesiosauri dal collo lungo e dai denti estremamente sottili. Si suppone occupasse una posizione evolutiva intermedia tra gli aristonectidi del Giurassico superiore (Tatenectes e Kimmerosaurus) e quelli del Cretaceo superiore (Aristonectes e Kaiwhekea). Stando allo studio del 2011, Abyssosaurus sarebbe il primo aristonectide scoperto in Russia. 
Un successivo studio (Benson e Druckenmiller, 2013) comprendente un'analisi filogenetica dettagliata ha però indicato che Abyssosaurus potrebbe essere un plesiosauro criptoclidide, affine a Colymbosaurus del Giurassico superiore.

## Paleoecologia
Le caratteristiche del cranio indicano che Abyssosaurus doveva essere un animale adattato alle profondità marine (Berezin, 2018).